# Teresa Lagergård
Teresa Lagergård sinh năm 1946 tại Sosnowiec, Ba Lan. Bà là giáo sư danh dự tại Đại học Gothenburg, làm việc trong Học viện Sahlgrenska, Viện Y sinh, Khoa Vi sinh và Miễn dịch học.

## Học vấn
Lagergård là Thạc sĩ Sinh học tại Đại học Warszawa. Bà thăng hàm Tiến sĩ ngành Vi sinh vật học tại Đại học Goteborg với đề tài luận án Kháng thể Haemophilus influenzae và hoạt tính diệt khuẩn (Antibodies to Haemophilus influenzae and their bactericidal activity). Năm 1988-1989, bà là tiến sĩ chuyên ngành tại Viện Y tế Quốc gia (NIH), Viện Trẻ em và Phát triển Quốc gia (NICHD) tại Bethesda, Hoa Kỳ.

## Nghiên cứu
Lagergård tiếp tục hợp tác nghiên cứu trong nhiều năm với các nhà nghiên cứu khác từ Viện Y tế Quốc gia tại Hoa Kỳ. Bà tham gia nghiên cứu và hợp tác với các nhà khoa học đến từ Ba Lan, Tanzania, Nam Phi và Kina.
Lĩnh vực nghiên cứu chính của bà là nghiên cứu các yếu tố độc lực của vi khuẩn, cơ chế lây nhiễm của vi khuẩn, miễn dịch học nhiễm trùng và vắc-xin. Bà giành nhiều thời gian nghiên cứu cho các loại vi khuẩn như Haemophilus influenzae, H.ducreyi (trực khuẩn Hạ cam) và Streptococcus sp. Bordetella. Lagergård là giáo sư y sinh tại Trung tâm Vắc-xin và Miễn dịch ở Gothenburg.
Lagergård là tác giả của hơn 100 ấn phẩm khoa học, trong đó có bộ sách thuộc lĩnh vực vi sinh học, nhiễm trùng học, miễn dịch học và vắc-xin.
Bà còn là thành viên của Hội Khoa học và Nghệ thuật Hoàng gia ở Gothenburg.